# Drapeau de l'Inde
Vous lisez un « bon article » labellisé en 2007.
Cette page contient des caractères d'alphasyllabaires indiens. En cas de problème, consultez Aide:Unicode.

Le pavillon civil, reprenant le Red Ensign britannique.

Le pavillon militaire, reprenant le White Ensign britannique.

Le drapeau de l'Inde est le drapeau national de la république de l'Inde. Il se compose de trois bandes horizontales de largeur égale : safran au-dessus, blanc au milieu et vert pour celle du bas. Au centre de la bande blanche se trouve le chakra d'Ashoka, une roue bleue comportant vingt-quatre rayons.
Le drapeau a été adopté sous cette forme durant une réunion de l'Assemblée constituante le 22 juillet 1947, quelques jours avant l'indépendance de l'Inde déclarée le 15 août 1947. Il est inspiré du drapeau du Congrès national indien et a été le drapeau du dominion de l'Inde jusqu'au 26 janvier 1950 et est depuis le drapeau de la république de l'Inde.
Le drapeau est appelé en hindi तिरंगा (tirangā), « Tricolore ».

## Description

### Proportions et couleurs

Feuille de construction du dessin du drapeau

Le rapport de la largeur à la longueur du drapeau est de deux tiers. Le diamètre du chakra est égal aux trois quarts de la hauteur de la bande blanche.
| Couleur     | RVB     | CMYK       | Nuancier textile | Pantone |
| ----------- | ------- | ---------- | ---------------- | ------- |
| Safran      | #FF671F | 0-60-88-0  | Safran           | 165 C   |
| Blanc       | #FFFFFF | 0-0-0-0    | Gris clair       | 000 C   |
| Vert        | #046A38 | 96-0-47-58 | Vert indien      | 349 C   |
| Bleu marine | #06038D | 96-98-0-45 | Bleu marine      | 2738 C  |

## Origine et signification

### Histoire
Au début du XXe siècle en Inde britannique, alors que le mouvement pour l'indépendance prend de l'ampleur, le besoin d'un drapeau national comme symbole de ces idées s'est fait sentir. En 1940, sœur Nivedita, une disciple irlandaise de Swami Vivekananda, crée le premier drapeau indien, plus tard désigné sous le nom de « drapeau de Nivedita » : un carré rouge avec un encart jaune et un « Vajra Chinha » (éclair) dessiné dessus avec un lotus blanc placé au centre. Les mots « বন্দে মাতরম » (Vande Mataram) (« Bénie la mère patrie ») sont inscrits sur le drapeau en bengali. La couleur rouge représente la lutte pour la liberté, le jaune représente la victoire et le lotus blanc représente la pureté.
Le premier drapeau tricolore est déployé le 7 août 1906, pendant une manifestation de protestation contre la partition du Bengale par Schindra Prasad Bose dans le parc Parsi Bagan à Calcutta. Ce drapeau devient alors connu sous le nom de « drapeau de Calcutta » : il comporte trois bandes de largeur égale, celle du haut orange, celle du centre jaune et celle du bas verte, avec huit fleurs de lotus à moitié ouvertes sur la bande du haut et un soleil et un croissant de lune sur la bande du bas. « Vande Mataram » est inscrit en devanagari.
Le 22 août 1907, Bhikaiji Cama déploie un autre drapeau tricolore à Stuttgart en Allemagne : vert en haut, safran au milieu et rouge en bas. Le vert représente l'islam et le safran l'hindouisme et le bouddhisme. Le drapeau comporte huit lotus sur la bande verte pour les huit provinces majeures du Raj ainsi que « Vande Mataram » en devanagari au centre. Sur la bande inférieure, un croissant est dessiné du côté du mat et un soleil de l'autre côté. Après la fin de la Première Guerre mondiale, ce drapeau est connu sous le nom du « drapeau du Comité de Berlin » après que les révolutionnaires indiens l'ont adopté au comité de Berlin. Ce drapeau est très utilisé en Mésopotamie pendant la Première Guerre mondiale.
Le Home Rule Movement formé par Bal Gangadhar Tilak et Annie Besant en 1917 adopte un nouveau drapeau où apparaissaient cinq lignes horizontales rouges et quatre vertes. Sur le coin supérieur gauche figure l'Union Jack afin de symboliser le statut de dominion revendiqué par le mouvement. Le drapeau comprend une étoile et un croissant blancs ainsi que sept étoiles représentant la constellation Saptarishi (la Grande Ourse), sacrée pour les hindous. Ce drapeau n'est cependant pas très populaire, probablement à cause de la présence de l'Union Jack.

Le drapeau de Calcutta (1906).
Drapeau de Berlin (1907).
Drapeau du Home Rule Mouvement (1917).

En 1916, Pingali Venkayya de concevoir un drapeau national commun. Ses efforts sont remarqués par Umar Sobani et SB Bomanji qui forment la Mission pour le drapeau national indien. Lorsque Venkayya sollicite l'approbation du Mahatma Gandhi pour ce drapeau, ce dernier suggère d'incorporer le charkha, un rouet symbolisant « la personnification de l'Inde et le rachat de toutes ses souffrances ». Cet humble rouet était en effet devenu le symbole de la régénération économique de l'Inde souhaité par Gandhi. Pingali Venkayya présente le drapeau avec le charkha sur un fond rouge et vert mais Gandhi trouve cependant que le drapeau ne représente pas toutes les religions de l'Inde et un nouveau drapeau est conçu, blanc en haut, vert au centre et rouge en bas — symbolisant respectivement les minorités religieuses, les musulmans et les hindous — avec un charkha (roue) dessiné au travers des trois bandes. Les bandes parallèles sont dessinées avec l'idée qu'elles ressemblent au drapeau irlandais, symbole de l'autre grande lutte pour l'indépendance au sein de l'Empire britannique. Ce drapeau est pour la première fois déployé lors de la session annuelle du congrès à Ahmedabad en 1921. Bien qu'il ne soit pas alors adopté comme drapeau officiel par le Congrès, il est néanmoins largement utilisé durant le mouvement d'indépendance.
Toutefois, l'interprétation communautaire des couleurs crée de l'insatisfaction. Le comité de travail du Congrès crée un septième comité du drapeau en 1931 qui adopte une résolution disposant que « l'objection concernant les trois couleurs du drapeau a été prise en compte du fait de leur adoption pour des motifs communautaires » et propose un drapeau unicolore, ocre avec charkha au coin supérieur gauche. Bien que recommandé par le comité du drapeau, le Congrès n'adopte pas ce dessin car il paraît refléter une idéologie communiste.
Finalement, une résolution est votée par le Congrès à la session de Karachi en 1931. Le drapeau conçu par Pingali Venkayya est adopté, composé de trois bandes horizontales safran, blanche et verte avec un charkha au centre. Les couleurs sont alors interprétées ainsi : le safran pour le courage, le blanc pour la paix et la vérité, le vert pour la foi et la prospérité. Le charkha symbolise la régénération économique de l'Inde et l'ardeur au travail de son peuple.

Drapeau non officiel de 1921.
Drapeau unicolore proposé en 1931 et non adopté.
Drapeau adopté par le Congrès national indien en 1931.
Drapeau utilisé par l'Armée nationale indienne pendant la Seconde Guerre mondiale
Drapeau proposé par Louis Mountbatten composé du drapeau du Congrès national indien avec le drapeau britannique dans le haut à gauche. Rejeté par Nehru, qui le considère comme « tentant aux britanniques ».

Pendant la Seconde Guerre mondiale, l'Armée nationale indienne de Subhash Chandra Bose, opposé à la doctrine de non-violence du Mahatma Gandhi, utilise un drapeau incluant les mots « Azad Hind » avec un tigre jaillissant.
Quelques semaines avant que l'Inde n'obtienne son indépendance en août 1947, l'Assemblée constituante constitue le 23 juin 1947 un comité ad hoc pour discuter du drapeau, présidé par Rajendra Prasad et ayant pour membres Abul Kalam Azad, K.M. Panikar, Sarojini Naidu, C. Rajagopalachari, K.M. Munshi et Dr B.R. Ambedkar. Le 14 juillet 1947, ils décident que le drapeau du Congrès national indien serait adopté comme drapeau national après des modifications appropriées pour le rendre acceptable par tous les partis et toutes les communautés. Il est plus tard décidé que le drapeau n'aurait aucune connotation communautaire. Le « Dharma Chakra » qui apparaît sur l'abaque de Sarnath est choisi à la place du charkha. Le drapeau est hissé pour la première fois en tant que drapeau d'un pays indépendant le 15 août 1947. Lors des délibérations au sujet des modifications à apporter au drapeau national, Nehru demanda de procéder à un « léger changement » en passant de la roue du rouet à la roue simple, le cakra. Il note avoir à l’esprit une roue particulière, « celle qui se trouve au sommet du chapiteau de la colonne d’Ashoka », et poursuit : « Je suis excessivement heureux que, de cette manière, indirectement, nous ayons associé à ce drapeau non seulement notre emblème, mais aussi en quelque sorte le nom d’Ashoka, l’un des noms les plus magnifiques non seulement de l’histoire de l’Inde, mais de l’histoire mondiale ». Le projet "œcuménique" d’Ashoka survécut dans la vision qu’avait Nehru de son pays nouvellement indépendant.

### Symbolisme

Le chakra d'Ashoka qui tourne représente la roue éternelle de la loi.

En 1921, le Mahatma Gandhi propose un drapeau au Congrès national indien. Le drapeau, dessiné par Pingali Venkayya, un agriculteur de Machilipatnam,, présente à l'origine deux couleurs, rouge pour les hindous et vert pour les musulmans, et au centre se trouve un rouet (charkha), symbolisant l'objectif du Mahatma de pousser les Indiens à l'autosuffisance en fabriquant leurs propres tissus. Le dessin est ensuite modifié pour inclure une bande blanche qui symbolise les autres communautés religieuses.
En 1931, l'ordre et la signification des couleurs sont modifiés : le safran, le blanc et le vert sont choisis, représentant respectivement le courage et le sacrifice, la vérité et la paix, la foi et la courtoisie.
Quelques jours avant l'Indépendance de l'Inde le 15 août 1947, l'Assemblée constituante décide d'adopter un drapeau acceptable par tous les partis et toutes les communautés. Une version modifiée du drapeau du Congrès est choisie, dans laquelle les trois couleurs safran, blanc et vert sont conservées mais le charka est remplacé par le chakra d'Ashoka, représentant la roue éternelle de la loi. Sarvepalli Radhakrishnan, qui devient plus tard le premier vice-président de l'Inde, déclare :

« Bhagwa, la couleur safran, exprime la renonciation et le désintéressement. Nos leaders doivent être indifférents aux gains matériels et se dédier entièrement à leur travail. Le blanc au centre est la lumière, le chemin de la vérité qui guide notre conduite. Le vert montre notre relation avec le sol, notre relation avec la flore de laquelle dépend toute autre vie. Le chakra d'Ashoka au centre est la roue de la loi de dharma. Vérité ou satya, dharma ou vertu doivent être les principes de ceux qui travaillent sous ce drapeau. De plus la roue exprime le mouvement. La mort est dans la stagnation. La vie est dans le mouvement. L'Inde ne devrait plus résister au changement, elle doit bouger et aller de l'avant. La roue représente la dynamique d'un changement paisible ». »

## Processus de fabrication

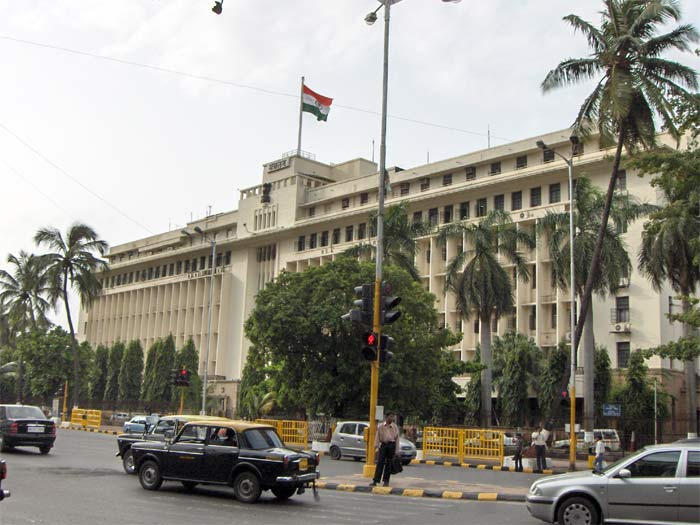
Le plus grand drapeau en Inde sur le Mantralaya à Mumbai.

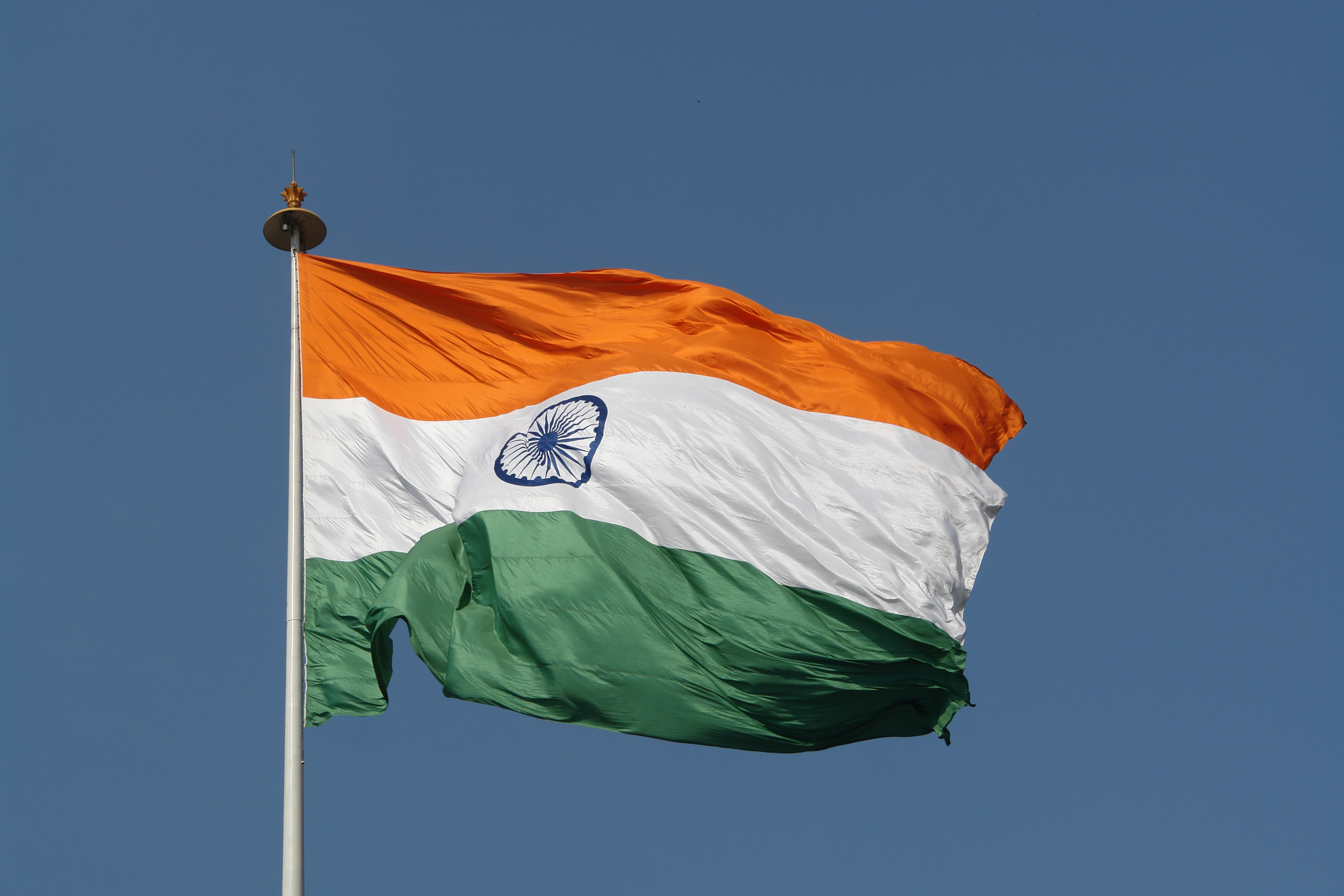
Drapeau de l'Inde à New Delhi.

Après que l'Inde est devenue une république en 1950, le Bureau indien de normalisation publie les spécifications du drapeau pour la première fois en 1951. Ces spécifications sont révisées en 1964 pour se conformer au système métrique qui a été adopté en Inde. Les spécifications sont plus tard amendées le 17 août 1968. Elles englobent toutes les conditions essentielles à la fabrication du drapeau, y compris la taille, la couleur de la teinture, les valeurs chromatiques, la luminosité, le nombre de câbles et le cordage en chanvre. Ces directives sont extrêmement rigoureuses et le moindre défaut dans la fabrication du drapeau est considéré comme un délit sérieux punissable d'une amende et/ou d'une peine de prison.
Le khadi, tissu fait main, est le seul matériau autorisé pour le drapeau. Les matériaux bruts pour faire le khadi sont restreints au coton, à la soie et à la laine. Deux sortes de khadi sont utilisés ; le premier est le khadi-bunting qui constitue le corps du drapeau et le deuxième est le khadi-duck de couleur beige qui constitue la partie de tissus accrochant le drapeau au mât. Le khadi-duck est un type de tissage peu courant qui entrelace trois fils (au lieu de deux dans un tissage conventionnel). Ce tissage est très rare et moins de douze artisans en Inde le pratiquent. Les directives stipulent également qu'il doit y avoir exactement 150 fils par centimètre carré, quatre fils par maille et que 1 pied carré doit peser exactement 205 grammes,.
Le khadi de laine ne provient que de deux tisserands des districts de Dharwad et de Bagalkot du Nord du Karnataka. Actuellement il n'y a qu'une seule unité de production autorisée en Inde, basée à Hubballi. La permission de mettre en place des unités de production de drapeau en Inde est accordée par la Khadi Development and Village Industries Commission (KVIC), bien que le Bureau de normalisation ait le pouvoir d'annuler les licences des unités de production ne suivant pas les spécifications.
Une fois tissé, le tissu est envoyé aux laboratoires du Bureau pour y être testé. Après de rigoureux tests de qualité, le drapeau, si approuvé, est renvoyé à l'usine. Il est alors blanchi et teint dans les couleurs respectives. Au centre, le chakra d'Ashoka est imprimé, marqué au pochoir ou convenablement brodé. On prend également soin à ce que le chakra soit superposé et complètement visible des deux côtés. Le Bureau contrôle ensuite les couleurs et seulement alors le drapeau peut être vendu.
Chaque année environ quarante millions de drapeaux sont vendus en Inde.
Le plus grand drapeau en Inde (6,3 m × 4,2 m) se trouve sur le Mantralaya à Mumbai, le siège du gouvernement du Maharashtra.

## Protocole
Avant 2002, la population indienne ne pouvait pas brandir le drapeau indien en public excepté lors de certaines fêtes nationales. Seuls les agences du gouvernement et les hauts fonctionnaires de l'État le pouvaient. Un industriel du nom de Naveen Jindal présenta une pétition d'intérêt public à la Haute Cour de Delhi afin de supprimer cette interdiction. Jindal avait placé un drapeau en haut de son immeuble, mais cela étant contraire au Code, son drapeau fut confisqué et il fut informé qu'il risquait d'être poursuivi. Jindal déclara que brandir le drapeau avec honneur et en respectant le protocole était le droit de tout citoyen et un moyen de montrer son amour de l'Inde. Cette affaire fut présentée à la Haute Cour qui demanda au gouvernement de créer un comité pour statuer. Le comité amenda ainsi le Code autorisant ainsi le peuple à lever le drapeau tous les jours de l'année à condition qu'il respecte la dignité et l'honneur du drapeau.

### Respect du drapeau
La loi indienne précise que le drapeau doit toujours être traité avec « dignité, loyauté et respect ». Le Code du drapeau indien qui remplace la loi sur les « Emblèmes et Noms de 1950 » (« The Emblems and Names (Prevention of Improper Use) Act »), énonce les règles d'utilisation du drapeau. Le règlement officiel stipule que le drapeau ne doit jamais toucher le sol ou l'eau, être utilisé comme nappe, couvrir une statue, une plaque. Jusqu'à 2005, le drapeau ne pouvait pas être utilisé sur les vêtements, uniformes ou costumes. Le 5 juillet 2005, le gouvernement indien a amendé le code autorisant le drapeau à être sur les vêtements ou les uniformes. Il ne peut cependant être utilisé sur les vêtements en dessous de la taille ou sur les sous-vêtements. Il est également interdit de broder le drapeau et autres symboles sur des oreillers ou des foulards. Le drapeau ne doit pas être placé à l'envers, plongé dans quoi que ce soit, ni contenir autre chose que des pétales de fleurs avant le déploiement. Aucune inscription ne peut apparaître sur le drapeau.

### Manipulation du drapeau
Il y a un certain nombre de règles traditionnelles de respect qui sont observées lors de la manipulation du drapeau. Lorsqu'il est en extérieur, le drapeau doit toujours être hissé au lever du soleil et abaissé au coucher, quelles que soient les conditions météorologiques. Le drapeau peut aussi être hissé la nuit sur les bâtiments publics en certaines circonstances.
Le drapeau ne doit jamais être représenté ou mis à l'envers. On doit « lire » le drapeau comme les pages d'un livre, de haut en bas et de gauche à droite, et le résultat de la lecture doit être le même lorsqu'il est vertical. Il est également insultant d'utiliser un drapeau froissé ou sale. La même règle s'applique au mât et aux drisses qui doivent être entretenus correctement.

### Mise en place
Lorsque deux drapeaux sont déployés horizontalement sur un mur derrière un podium, leurs mats doivent être tournés l'un vers l'autre avec les bandes safran en haut. Si le drapeau est monté sur un mat court celui-ci doit être placé dans un coin du mur. Si deux drapeaux sont présentés sur des mats croisés, ces derniers doivent être tournés l'un vers l'autre et les drapeaux doivent être complètement déployés. Le drapeau ne doit jamais être utilisé comme nappe ou pour couvrir des podiums, des bâtiments ou des balustrades.

### Avec des drapeaux étrangers
Lorsque le drapeau national est en extérieur avec d'autres drapeaux nationaux, le drapeau indien doit occuper la place d'honneur. Il doit être le drapeau le plus à droite (la gauche de l'observateur), avec les drapeaux des autres pays rangés par ordre alphabétique selon leur nom anglais. Tous les drapeaux doivent être à peu près de même taille sans qu'aucun ne soit plus grand que le drapeau indien. Les drapeaux de chaque pays doivent être sur des mâts différents et aucun drapeau ne doit être au-dessus d'un autre sur le même mât.
Dans ce cas, il est aussi envisageable de commencer et terminer la rangée de drapeaux avec le drapeau indien, tout en l'incluant dans l'ordre alphabétique suivi dans cette rangée. Dans le cas de drapeaux en cercle, le drapeau indien doit marquer le début du cercle et les autres drapeaux doivent être placés dans le sens des aiguilles d'une montre jusqu'à ce que le dernier drapeau soit à côté du drapeau indien. Le drapeau indien doit toujours être hissé en premier et abaissé en dernier.
Lorsque le drapeau est sur des mats croisés, le mat du drapeau indien doit être au-dessus et le drapeau à droite (la gauche de l'observateur). Le drapeau des Nations unies peut être à droite ou à gauche du drapeau indien.

### Avec des drapeaux non nationaux
Lorsque le drapeau indien est avec des drapeaux non nationaux comme des drapeaux d'entreprises ou publicitaires, le drapeau indien doit être au milieu, ou à gauche du point de vue de l'observateur, ou au moins une largeur plus haut que les autres drapeaux. Son mât doit être le plus en avant et dans le cas où les drapeaux sont sur le même mât, le drapeau indien doit être le plus haut. Lorsque le drapeau est porté dans un défilé de drapeaux, il doit être à l'avant du défilé et dans le cas où les drapeaux sont portés en ligne, il doit être à droite dans le sens de la marche.

### En intérieur
Lorsque le drapeau est en intérieur lors de meetings ou de quelconques rassemblements, il doit toujours être à droite (à la gauche de l'observateur) en position d'autorité. Ainsi lorsque le drapeau est placé à côté de l'orateur, il doit être à sa droite. Si le drapeau est placé n'importe où ailleurs dans la salle, il doit être à droite de l'assistance.
Le drapeau doit être complètement déployé avec la bande safran en haut. S'il est en position verticale derrière la tribune, la bande safran doit être à la gauche des personnes lui faisant face avec la drisse vers le haut.

### Défilés et cérémonies
Le drapeau, porté avec d'autres drapeaux lors de défilés, doit être à droite dans le sens de la marche ou seul au milieu de la première rangée. Le drapeau peut servir lors du dévoilement d'une statue, d'un monument ou d'une plaque mais ne doit jamais servir à couvrir l'objet en question. En signe de respect pour le drapeau, celui-ci ne doit pas être abaissé devant une personne ou autre chose. Les drapeaux des régiments, organisations ou institutions peuvent être abaissés comme marque de respect.
 Lors de la cérémonie de lever ou de descente du drapeau, ou quand le drapeau est dans un défilé ou une revue, toutes les personnes présentes doivent faire face au drapeau. Les personnes en uniforme doivent rendre le salut approprié. Quand le drapeau est en mouvement, les gens doivent se tenir droit ou saluer à son passage. Un officiel qui salue le drapeau doit le faire tête nue. Le salut du drapeau doit être suivi de l'hymne national.

### Sur un véhicule
Seuls le président, le vice-président, le Premier ministre, les gouverneurs et gouverneurs adjoints, les Chiefs Ministers, les ministres et les députés, les présidents de la Lok Sabha et des Vidhan Sabhas, les présidents de la Rajya Sabha et des Vidhan Parishads, les juges de la Cour suprême et des Hautes Cours et les officiers de haut rang de l'armée indienne peuvent arborer le drapeau sur leur voiture.
Ils peuvent mettre le drapeau sur leur voiture quand ils le jugent nécessaire. Le drapeau doit être fermement fixé devant au milieu du capot ou sur le coin avant-droit de la voiture. Lorsqu'un dignitaire étranger voyage dans une voiture gouvernementale, le drapeau indien doit être sur le coin avant-droit et le drapeau de l'autre pays sur le coin avant-gauche de la voiture.
Le drapeau doit être sur l'avion transportant le président, le vice-président ou le Premier ministre dans un pays étranger. Doivent être présents à côté du drapeau indien, le drapeau du pays visité ainsi que les drapeaux des pays où l'avion a atterri pendant le trajet, comme geste de courtoisie et de bonne volonté. Quand le président voyage en Inde, le drapeau doit être placé du côté où le président embarque ou débarque. Quand le président voyage en train spécial, le drapeau doit être placé sur la locomotive du côté du quai de la station d'où le train part. Le drapeau doit être hissé uniquement lorsque le train est à l'arrêt ou lorsqu'il arrive en gare.

### Drapeau en berne
Le drapeau peut être mis en berne en signe de deuil seulement sur ordre du président, qui donne également la date de fin du deuil. Quand le drapeau est en berne, il doit d'abord être levé jusqu'en haut du mât puis lentement abaissé jusqu'au milieu. Avant d'être abaissé au coucher du soleil, le drapeau doit d'abord être levé jusqu'en haut du mât puis descendu. Seul le drapeau indien est en berne, les autres drapeaux restent à hauteur normale.
Le drapeau doit être en berne partout en Inde pour la mort du président, du vice-président et du Premier ministre. Pour les présidents de la Lok Sabha et le juge-en-chef de la Cour suprême, le drapeau est en berne à Delhi et pour les ministres du cabinet, il est en berne à Delhi et dans les capitales d'État. Le drapeau est en berne uniquement à Delhi pour un ministre d'État, et dans l'État concerné pour un gouverneur, un gouverneur adjoint ou un Chief Minister d'un État.
Si le pronostic de décès d'un dignitaire est reçu dans l'après-midi, le drapeau sera mis en berne le jour suivant dans les lieux mentionnés ci-dessus à condition que les funérailles n'aient pas eu lieu avant le lever du soleil du jour suivant. Le drapeau sera mis en berne sur le lieu des funérailles le jour où elles ont lieu.
Si le drapeau doit être mis en berne le jour de l'Indépendance, de la République, de l'anniversaire du Mahatma Gandhi, de la semaine nationale (du 6 ou 13 avril), ou de n'importe quelle fête nationale spécifiée par le gouvernement ou par un État, alors il sera en berne seulement sur le bâtiment dans lequel repose le défunt et sera remis en position normale quand le corps aura quitté le bâtiment.
Le deuil national pour la mort d'un dignitaire étranger est régi au cas par cas par des instructions spéciales du ministère de l'Intérieur. Cependant, dans le cas de la mort d'un haut fonctionnaire d'un pays étranger, la mission indienne de ce pays peut alors mettre en berne le drapeau selon les conditions mentionnées plus haut.
Dans le cas de funérailles d'État ou militaires, le drapeau entourera le cercueil avec la bande safran en haut du cercueil. Le drapeau ne sera pas enterré ou brûlé avec le cercueil.

### Destruction
Quand le drapeau n'est plus en condition d'être utilisé, il est détruit dignement, de préférence en le brûlant ou en l'enterrant.

## Utilisation des couleurs du drapeau
Les couleurs du drapeau indien sont utilisées par différents partis politiques pour leur propre drapeau. C'est notamment le cas du Congrès national indien, le drapeau indien étant dérivé du drapeau de ce parti qui utilise aujourd'hui une main comme symbole, mais également du Nationalist Congress Party (avec un réveil) ou du All India Trinamool Congress (trèfles), qui sont issus de scissions du Congrès.

Drapeau du All India Trinamool Congress
Drapeau du Nationalist Congress Party

### Sources
- (en) Cet article est partiellement ou en totalité issu de l’article de Wikipédia en anglais intitulé « Flag of India » (voir la liste des auteurs).

- (en) « Indian Standards » (version du 10 octobre 2004 sur Internet Archive).
- (en) « India », Flags of the World (consulté le 30 juin 2005).
- (en) « India: Historical Flags », Flags of the World (consulté le 30 juin 2005).
- (en) « Indian Flag Tiranga », liveindia.com (consulté le 1er juillet 2005).
- (en) « Flying the real tricolour », rediff.com interview (consulté le 1er juillet 2005).
- (en) « My Flag, My Country », Rediff.com interview (consulté le 1er juillet 2005).
- (en) « Flag Code amendment », Indiachild.com (consulté le 1er juillet 2005).